# Гомес Альварес, Пабло
Па́бло Го́мес А́льварес (исп. Pablo Gómez Álvarez; род. 1946, Мехико, Мексика) — мексиканский политический деятель левого толка.

## Биография
Окончил Национальный автономный университет Мексики. Научную степень по экономике получил в 1976 году. Активно участвовал в студенческом движении 1968 года. Во время расправы властей над протестующими студентами на площади Трёх Культур был схвачен и брошен в тюрьму, где пробыл до 1971 года.
С 1963 года — член Мексиканской коммунистической партии. С 1973 года — член ЦК МКП. С 1979 года — член Исполкома ЦК МКП. С 1981 года — член Объединённой социалистической партии Мексики и Политкомиссии ЦК ОСПМ. В 1982—1988 годах — генеральный секретарь ЦК Объединённой социалистической партии Мексики.
В 1979 году был избран в парламент в составе левой коалиции. В 1988 году стал вице-координатором парламентской группы Партии демократической революции, в которую влилась ОСПМ. В 1999 году некоторое время был временным главой ПДР.